# Hervormde kerk (Nieuwvliet)
De Hervormde kerk is een kerkgebouw te Nieuwvliet, in de Nederlandse provincie Zeeland. Het kerkgebouw is gelegen aan de Dorpsstraat 25.

## Geschiedenis
Dit kerkje werd gebouwd in 1658-1659 voor de Hervormde eredienst. Voor die tijd gingen de Nieuwvlietse Hervormden ter kerke in de Mariakerk te Cadzand.
Het is een bescheiden bakstenen zaalkerk gedekt met een schilddak en voorzien van een open dakruiter die in 1858 vernieuwd werd. Hierin hangt een klok van 1720, die gegoten werd door Jan Albert de Grave.
In 1866 vond een verbouwing plaats, waarbij de consistoriekamer werd toegevoegd. In 1949 werd de schade, opgelopen tijdens de Tweede Wereldoorlog, hersteld.
Het kerkje bezit een preekstoel en doophek uit de tijd van de bouw van de kerk. Het orgel is van 1982 en werd vervaardigd door N.D. Slooff & Zoon.
Het kerkje wordt beheerd door de Hervormde Gemeente Nieuwvliet, die aangesloten is bij de PKN.

## Foto's

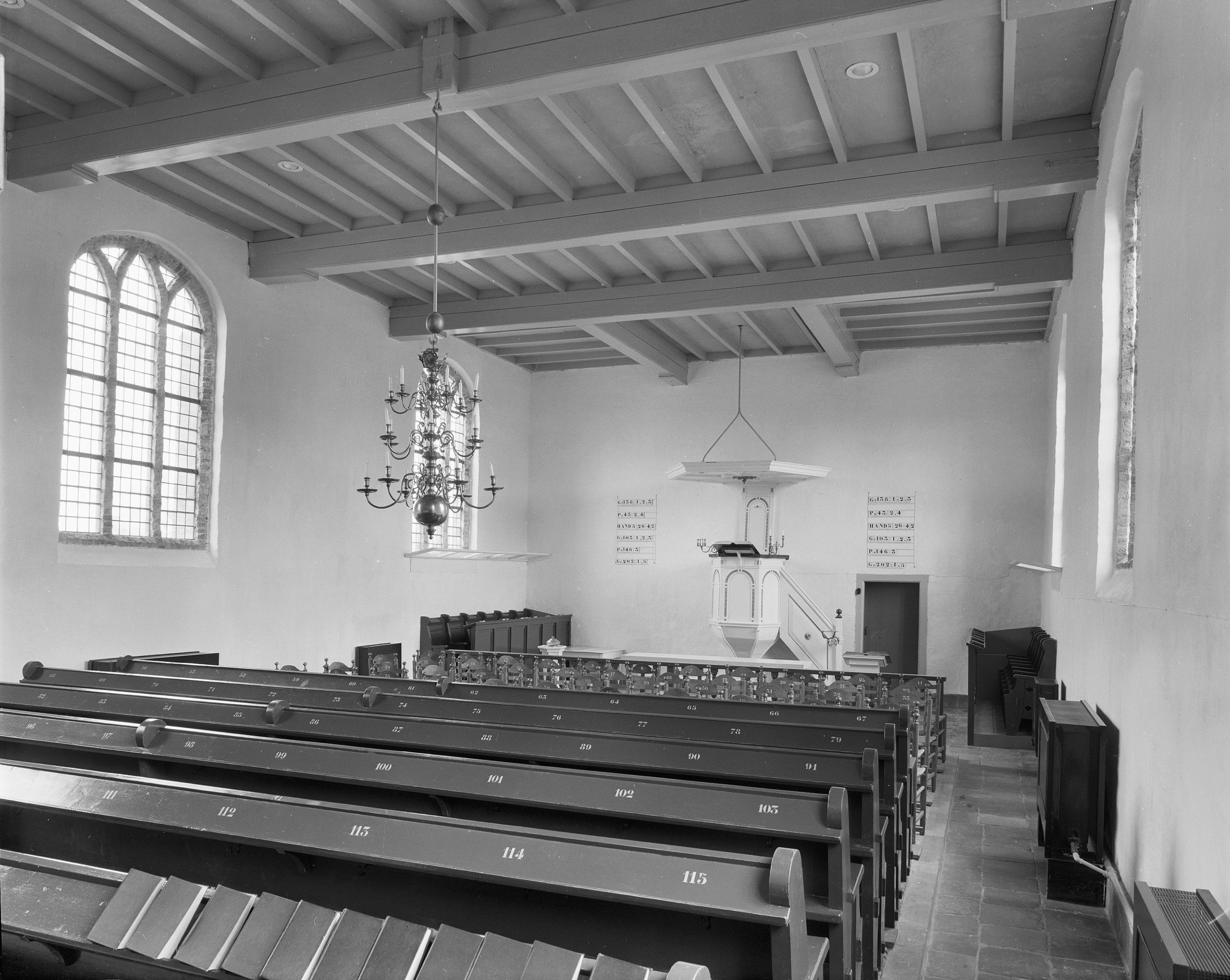
Interieur
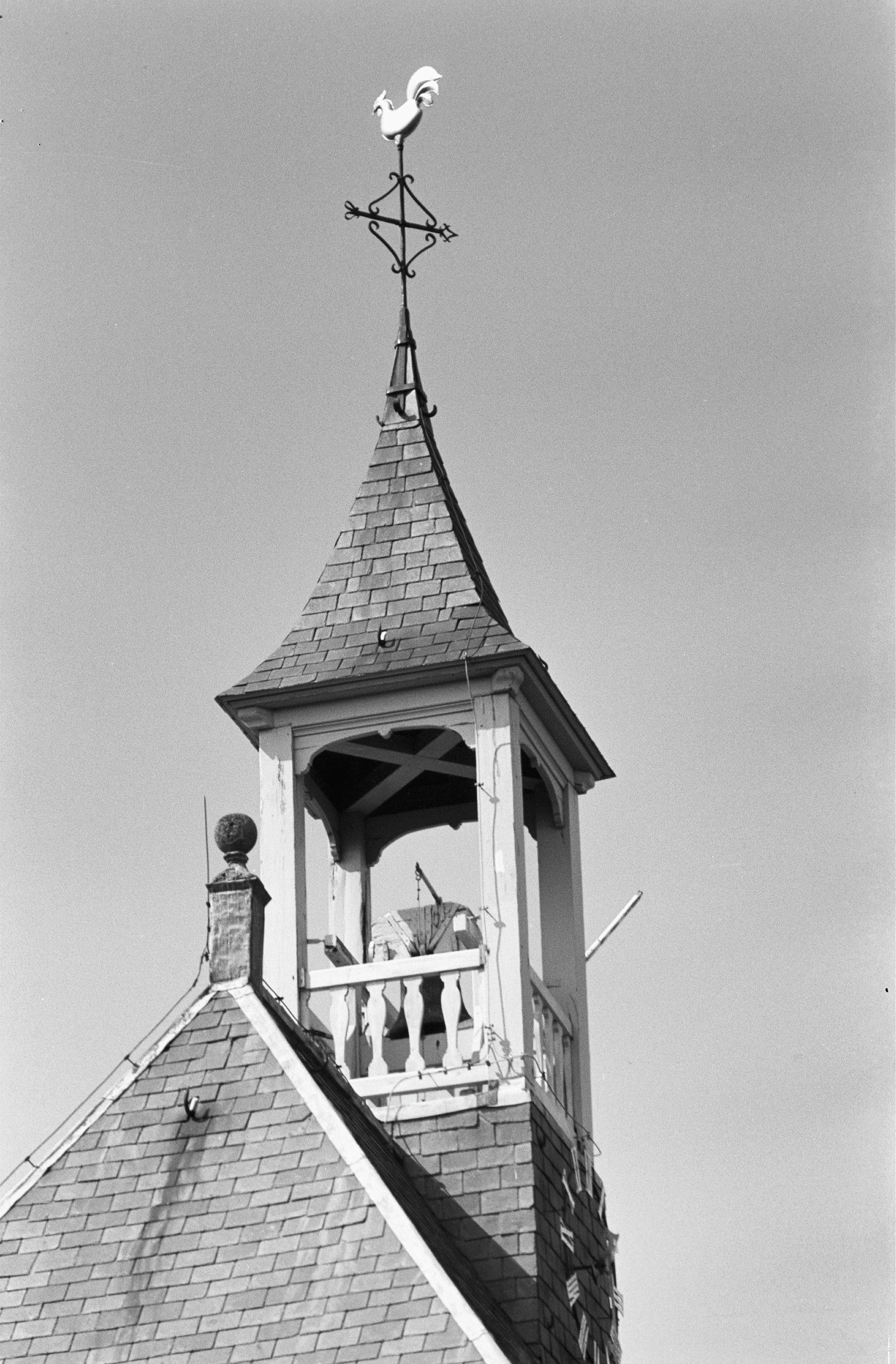
Torentje